# District de Nookat
Le district de Nookat (en kirghize (langue) : Ноокат району) est un raion de la province d'Och dans le sud-ouest du Kirghizistan. Son chef-lieu est la ville de Nookat. Sa superficie est de 3 179 km2, et 236 455 personnes y résidaient en 2009.

## Démographie
En 2009, 220 330 habitants y vivent en milieu rural et 16 125 en site urbain.

### Composition ethnique
Selon le recensement de 2009, la population du district comporte une forte minorité Ouzbek :
| Groupe ethnique | Population | Proportion |
| --------------- | ---------- | ---------- |
| Kirghizes       | 173 920    | 73.6%      |
| Ouzbeks         | 61 299     | 25.9%      |
| Hémichis        | 276        | 0.1%       |
| Turcs           | 267        | 0.1%       |
| Russes          | 241        | 0.1%       |
| Tatars          | 123        | 0.1%       |
| Autres groupes  | 329        | 0.1%       |

## Communautés rurales et villages
Le district de Nookat comprend :
- la ville de Nookat

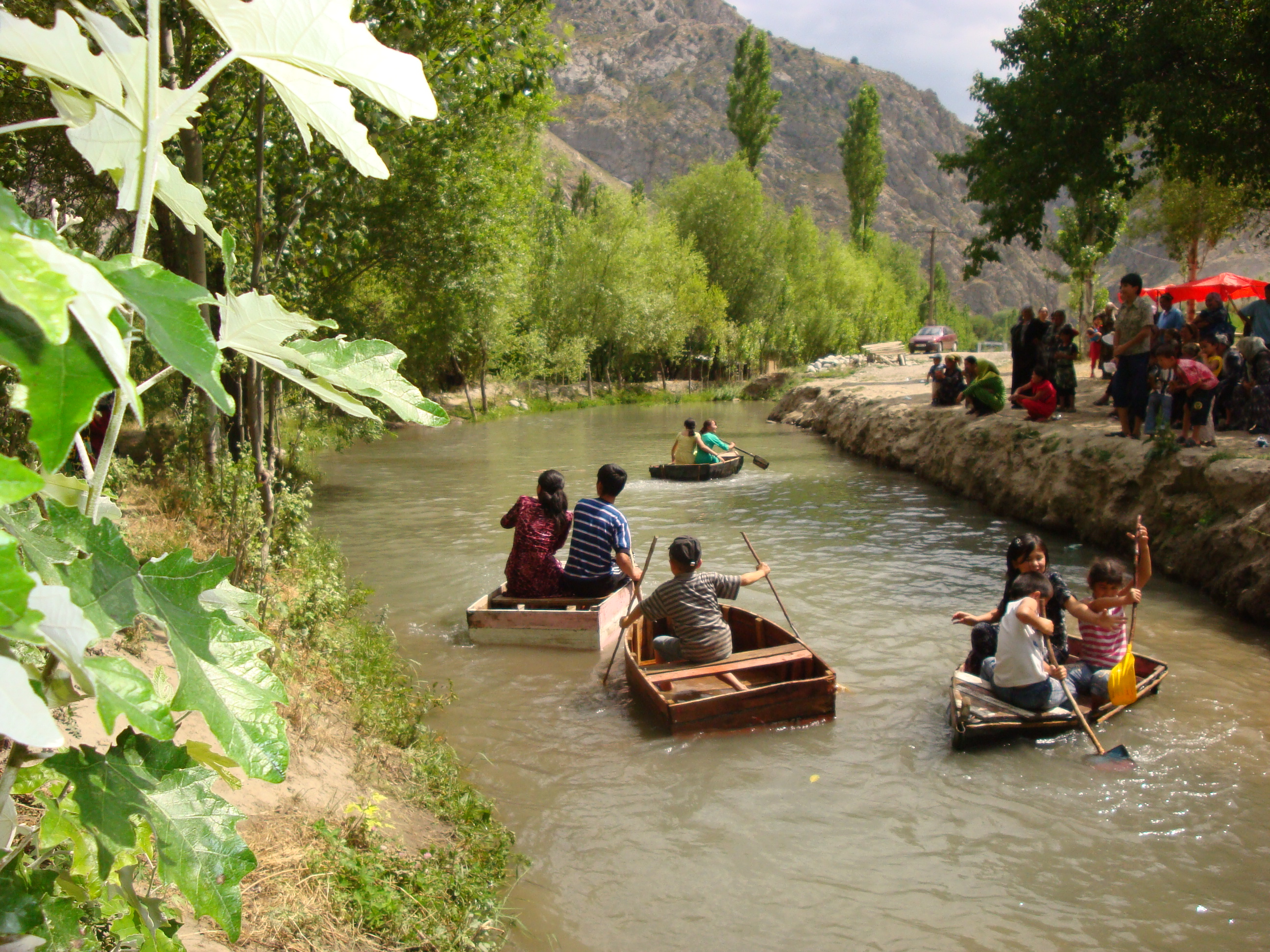
village Sahaba

et 16 communautés rurales (aiyl okmotu), constituées de un ou plusieurs villages :
1. Nayman
2. Bel' (villages Bel (centre) et Borbash)
3. Gulstan (villages Imeni Frunze (centre) et Gulstan)
4. Isanov (villages Jangy-Bazar (centre), Jar-Korgon, Fedorovo, Chech-Döbö, Kojoke et Kichik-Alay)
5. Karatash (villages Kara-Tash (centre) et Noygut)
6. Kulatov (villages Kojo-Aryk (centre), Akchal, Baglan, Kosh-Döbö et Kyzyl-Bulak)
7. Jangy-Nookat (villages Jangy-Nookat (centre), Kyzyl-Teyit et Temir-Koruk)
8. Kenesh (villages Kuu Maydan (centre), Ak-Terek, Arbyn, Chegeden et Shankol)
9. Kyrgyz-Ata (villages Kötörmö (centre), Borko, Kara-Oy, Kara-Tash, Kyrgyz-Ata, Tash-Bulak et Ak-Bulak)
10. Imeni Toktomata Zulpueva (villages Uchbay (centre), Aybek, Ak-Chabuu, Internatsional, Karake, Kommunizm, Osor, Tashtak, Chuchuk et Yatan)
11. Kök-Bel (villages Kök-Bel (centre) et Kayyndy)
12. Kyzyl Oktyabr (villages Kök-Jar (centre), Alashan, Borbash, Jiyde, Karanay et Sarykandy)
13. On Eki Bel (villages On Eki-Bel (centre) et Naray)
14. Teeles (villages Murkut (centre), Ay-Tamga, Gerey-Shoron, Jayylma, Dodon, Kengesh, Merkit et Tolman)
15. Mirmakhmud (villages Imeni Chapayeva (centre), Aral, Baryn, Budaylyk, Kapchygay et Kara-Koktu)
16. Yntymak (villages Yntymak (centre), Besh-Burkan, Aryk Boyu, Don Maala, Akshar, Tash-Bulak, Chelekchi et Nichke-Suu)